# Holger Thärichen
Holger Thärichen (* 19. Oktober 1968 in Berlin) ist ein deutscher Rechtsanwalt und Politiker (SPD) in Berlin.

## Biografie
Nach dem Schulbesuch in Berlin-Zehlendorf und Abitur im Jahr 1988 studierte Thärichen Rechtswissenschaften an der Freien Universität Berlin und schloss mit der ersten juristischen Staatsprüfung ab. Nach dem Referendariat von 1996 bis 1998 legte er 1998 die zweite Staatsprüfung ab. Im Jahr 2003 beendete er seine Promotion zum Dr. iur.
Von 1998 bis 1999 war er zunächst wissenschaftlicher Mitarbeiter im Umweltbundesamt, dann bis 2000 Rechtsanwalt. Er wechselte  2001 als Jurist zu den Berliner Stadtreinigungsbetrieben (BSR), wo er bis 2006 tätig war. Seit 2007 ist er wieder als Rechtsanwalt tätig.

## Politik
Der SPD gehört Thärichen seit 1985 an. Er war von 2006 bis 2011 Mitglied im Abgeordnetenhaus von Berlin.